# Lijia Zhang
Lijia Zhang, kinesiska: 张丽佳; pinyin: Zhāng Lìjiā; född i 12 maj 1964 i Nanjing, Kina, är en författare och journalist, skribent för South China Morning Post och brittiska The Observer. Hon erhöll 2004 en filosofie magisterexamen (Master of Arts) från University of London. 

## Tidigt liv och utbildning
Som barn ville Zhang bli författare. Vid 16 års ålder lämnade hon skolan och började arbeta på en fabrik. Under årtiondet på fabriken lärde hon sig engelska. 2003 kunde hon gå på Goldsmiths, University of London, där hon avlade en magisterexamen i kreativt skrivande.

## Karriär
Lijia Zhang beskriver sig själv som kommunikatör mellan Kina och världen och har hållit föredrag på konferenser om det samtida Kina. Hon har föreläst vid Stanford University, Harvard University och University of Sydney.
Hennes artiklar har publicerats i många tidningar och tidskrifter. Hon var medförfattare till China Remembers (OUP, 1999) och hennes memoarbok "Socialism Is Great!": A Worker's Memoir of the New China, publicerades av Atlas & Co. och Random House och har översatts till sju språk. 
Hennes artikel/essä "Time to stop criticising China - we've already come so far" som 3 augusti 2008 publicerades i The Observer, publicerades även översatt till svenska i Dagens Nyheter med titeln Sluta kritisera oss i Kina! (kulturdelen, sid. 4-5) den 8 augusti, dagen för invigningen av Olympiska sommarspelen 2008. Artikeln tonar ner den västerländska kritiken om bristande mänskliga rättigheter och menar att sådan kritik skulle vara riktad mot det kinesiska folket.
Under olympiska sommarspelen 2008 i Peking fungerade hon som producent för BBC-teamet som rapporterade spelen. Hon var föremål för en BBC TV-dokumentär Peschardt's People. Som sponsrad av USA:s utrikesdepartement var hon stipendiat på University of Iowas internationella skrivprogram 2009. Hennes första roman, Lotus, om prostitution som utspelar sig i dagens Shenzhen, publicerades 2017.
Lijia är regelbunden gäst på ABC, BBC och CNN.

## Privatliv
lijia Zhang har varit gift med Calum MacLeod, en brittisk reporter för USA Today. 2018 flyttade hon från Peking till London med sina två döttrar.

## Skrifter
- China Remembers (1999), tillsammans med Calum MacLeod, ISBN 0-19-591736-7
- "Socialism Is Great!" : A Worker’s Memoir of the New China (april 2008), självbiografisk, ISBN 978-0-9777433-7-7